# Řecká občanská válka
Řecká občanská válka byl vojenský konflikt, který se odehrál v letech 1946–1949 v Řecku. Na jedné straně konfliktu stála konzervativní část řecké společnosti a vojenské složky řecké vlády, nejdřív podporované Británií a poté USA. Druhá, tzv. revoluční část, byla vedena řeckou komunistickou stranou podporovanou komunistickými režimy v sousední Albánii, Jugoslávii a Bulharsku.
Konec války uspíšily vzájemné spory mezi Stalinem a Titem v létě 1948. Jugoslávie, která aktivně podporovala řecké komunisty a přijímala válečné uprchlíky z Řecka, se obávala nyní přímé intervence SSSR a ve své zahraniční politice se otevřela více západním mocnostem. Řečtí komunisté však zůstali věrní Stalinovi a de facto se stali pro Jugoslávce protivníky. V červnu 1949 proto jugoslávské bezpečnostní složky uzavřely hranici s Řeckem. Řečtí komunisté byli tímto značně demoralizováni; podpora z území Albánie totiž byla podstatně menší. Po válce muselo z politických důvodů opustit vlast na 100 000 Řeků, na 12 000 uprchlíků našlo svůj nový domov v Československu.

## Předcházející události

### Druhá světová válka
Důvody pozdější občanské války spočívají již v událostech druhé světové války. V dubnu 1941 nacistické Německo a jeho spojenci dobyli Athény a instalovali v zemi loutkovou vládu. Řecký král Jiří II. Řecký emigroval do Egypta, kde založil exilovou vládu. Řekové ale ani jednu z vlád nepřijali a postupně se začaly tvořit organizace domácího odporu. Největší skupinou se stala Národně osvobozenecká fronta (řecky:Εθνικό Απελευθερωτικό Μέτωπο, EAM), která vznikla díky spolupráci představitelů čtyř největších levicových stran. Nejsilnější pozici v organizaci měla od začátku Komunistická strana Řecka (Κομμουνιστικό Κόμμα Ελλάδας, KKE). Radikální část EAM se ale během války nespokojila pouze s bojem proti okupačním armádám, ale vedla kampaň i proti ostatním odbojovým organizacím, které by mohly zkomplikovat levicovým stranám poválečnou cestu k moci.

#### Boj mezi odbojovými organizacemi
V roce 1943 ovládali partyzáni již většinu venkovských oblastí Řecka. Ozbrojená větev komunistické strany tzv. Řecká lidová osvobozenecká armáda (Ελληνικός Λαϊκός Απελευθερωτικός Στρατός, ELAS) měla v té době na 25 000 mužů ve zbrani a dalších 80 000 v záloze. Stala se tak daleko nejsilnější odbojovou silou v zemi. V září 1943 kapitulovala fašistická Itálie a její vojska se stáhla z Řecka. Většinu italské výzbroje přebrala právě levicová ELAS. Spojenci v obavách o pozdější politický vývoj v zemi ukončili materiální podporu ELAS a začali vyzbrojovat ryze protikomunistické organizace. Napětí mezi jednotlivými odbojovými uskupeními přerostlo v půlce roku 1943 v ozbrojený konflikt, ve kterém měli komunisté výrazně navrch. Britové na začátku roku 1944 sice dokázali zprostředkovat příměří, ELAS ale svými vojenskými akcemi již dokázala většinu ostatních organizací zcela eliminovat. V březnu 1944 EAM vytvořil tzv. Politický výbor národního osvobození (řecky: Πολιτική Επιτροπή Εθνικής Απελευθέρωσης, PEEA). Nově složená vláda si získala podporu nejen mezi místními obyvateli, ale dokonce se k ní přiklonila část řecké armády bojující v exilu. Britové podporující vládu v exilu následně museli na 5 000 řeckých vojáků internovat v zajateckých táborech, kvůli pokusu o vzpouru. V květnu 1944 se všechny odbojové organizace sjely do libanonského Bejrútu, aby jednaly o poválečném uspořádání země. Na základě konečného jednání měla vzniknout vláda národní jednoty, kde měla EAM čtvrtinu křesel.

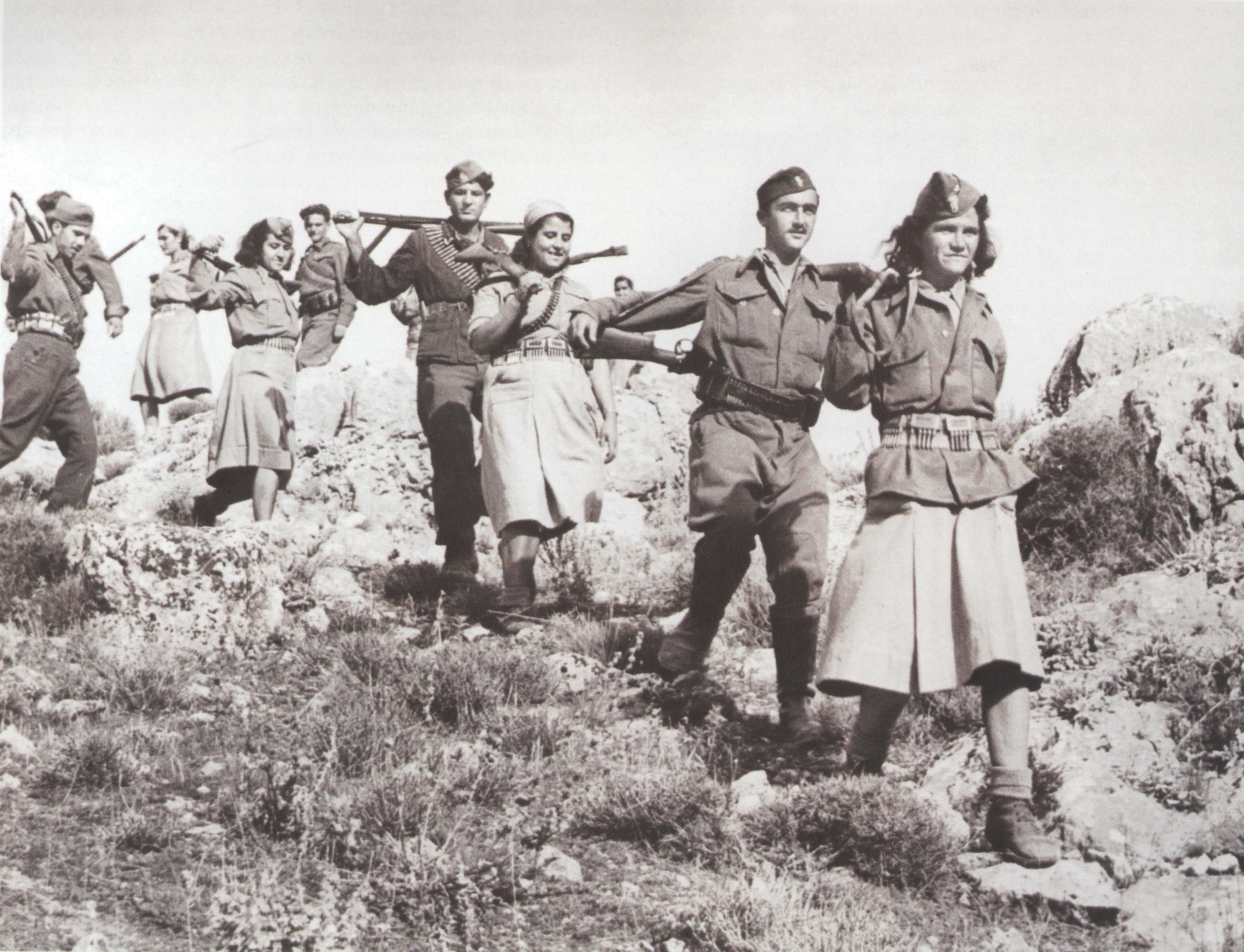
Bojovníci ELAS během války

### Od Libanonské konference ke společné vládě
V září 1944 kapitulovalo Bulharsko a stáhlo své jednotky ze severního Řecka a v říjnu 1944 se začala stahovat i německá armáda. ELAS využila mocenského vakua a začala obsazovat řecká města. Komunistická strana ale nepřebrala celkovou kontrolu nad zemí, protože SSSR, její ideologický vůdce, zatím nebyl ochoten ohrozit své spojenectví s USA a Velkou Británií. Řecko bylo podle dřívějších dohod zcela v zóně vlivu Spojenců. Podle Stalinových instrukcí se měla ELAS vyhnout veškerým konfrontacím s nově vzniklou vládou v Athénách vedenou Georgiosem Papandreouhem. Napětí ale začalo postupně narůstat s řešením otázky odzbrojení odbojových organizací. EAM se odmítla odzbrojení podrobit v obavě, že bude bezbranná vůči pravicovým skupinám. Navrhla tedy plán kompletního a současného odzbrojení obou táborů. Premiér Papandreou tento plán odmítl, což vedlo na začátku prosince 1944 k demisi všech ministrů z EAM.

#### Dekemvriana

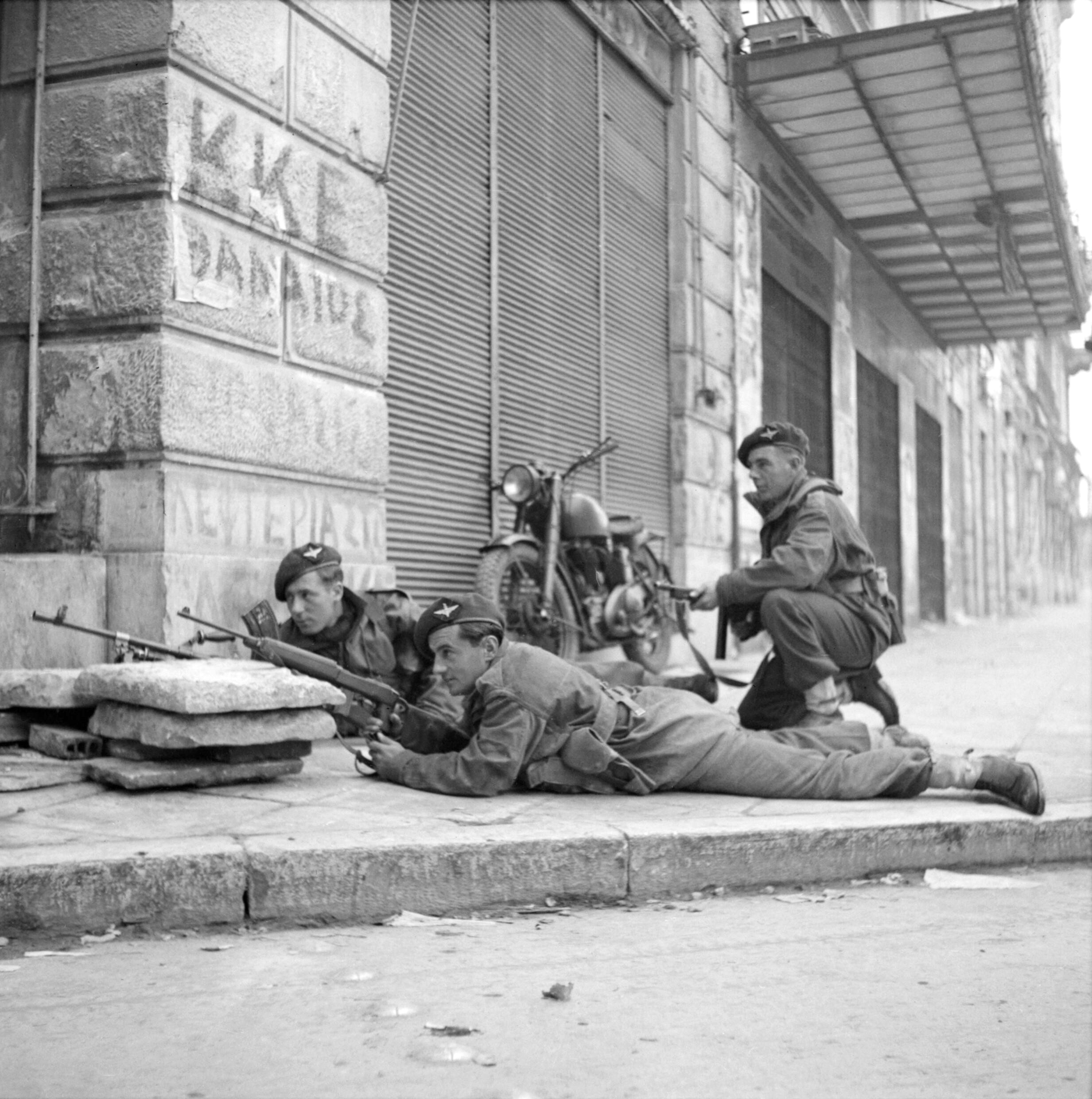
Britští vojáci bojující proti jednotkám ELAS v ulicích Athén (6. prosinec 1944)

Komunisté následně zorganizovali 3. prosince 1944 vládou oficiálně zakázanou demonstraci v Athénách. Dav o počtu 200 000 lidí pochodoval až k hrobu Neznámého vojína, kde se začalo střílet. Do davu neozbrojených účastníků protestního shromáždění zahájila střelbu policie, složená ve své drtivé většině z osob, které v policejním sboru působily v letech okupace. Na místě zůstalo nejméně 28 mrtvých a na 148 zraněných. Následně se v Athénách rozhořel boj mezi ELAS a místní policií podporovanou britskými jednotkami. Událost vstoupila do dějin jako Dekemvriana (řecky:Δεκεμβριανά, Prosincové události). Celou událost se pokusil vyřešit britský premiér Churchill, který zorganizoval mírové rozhovory mezi znesvářenými stranami. Jednání sice byla neúspěšná, SSSR na druhé straně nijak nepodpořil bojující řecké komunisty a na základě dřívější dohody o sférách vlivu nechal událostem v zemi volný průběh. Na začátku ledna 1945 bylo jasné, že ELAS v bojích nemůže vyhrát, a tak na následných mírových rozhovorech komunisté kývli na vyklizení měst Patras a Soluň a odzbrojení jednotek na Peloponéském poloostrově. Boje tak trvaly 37 dní a vyžádaly si na 7 000 mrtvých. Komunisté nakonec v bojích prohráli, ale jejich ozbrojené křídlo ELAS nebylo rozpuštěno a hlavně získali čas na plánování dalších kroků. Na druhou stranu krvavé počínání jednotek ELAS vyústilo v odchod nekomunistických činitelů z EAM a výraznému poklesu popularity komunistů mezi obyčejnými Řeky.

## Intermezzo 1945–1946
Po porážce v prosinci 1944 museli řečtí komunisté skousnout další hned v následujících měsících. Dne 12. února 1945 byla podepsána Varkizká dohoda, která donutila všechny vojenské organizace (včetně ELAS) složit zbraně, amnestovala politické vězně a naplánovala na nadcházející rok všeobecné volby a referendum o budoucnosti monarchie v zemi. Mnohé činy ELAS ale byly vyhodnoceny jako kriminální, a tak ve vězení zůstalo na 40 000 bývalých členů ELAS. Samotná ELAS byla zcela rozpuštěna. Mnoho veteránů z ELAS však neodevzdalo zbraně a na 5 000 jich emigrovalo do sousední Jugoslávie, aniž by je k tomu KKE podněcovala. Následně mnoho komunistů na venkově (téměř 2 000 osob) padlo za oběť řádění pravicových militantních skupin, a tak začaly v mnoha vesnicích vznikat z veteránů ELAS paramilitantní obranné oddíly. Se začátkem Studené války se začala radikalizovat i samotná komunistická strana. Vyhlásila obnovení boje proti monarchisticko-fašistickému režimu v zemi a bojkotovala všeobecné volby v roce 1946 i následné referendum o osudu monarchie. Volby vyhrála monarchistická Strana národního sjednocení a následné referendum o uspořádání země dopadlo s celkovým počtem 68,4% hlasů pro zachování monarchie. Král Jiří se vrátil do vlasti a s ním i silný vliv Britů na dění v zemi.

## Občanská válka

### Začátek války 1946
Za začátek války se počítá přepadení policejní stanice ve vesničce Litochoro na úpatí Olympu 30 veterány z ELAS dne 30. března 1946. Na severních hranicích země s Jugoslávií a Albánií se v té době již formovaly vojenské jednotky, ze kterých vznikla Řecká demokratická armáda (řecky: Δημοκρατικός Στρατός Ελλάδας, DSE) vedená bývalým velitelem ELAS Markosem Vafiadisem. Sám vytyčil i heslo války: „Všichni do války! Vše pro vítězství!“. Ke konci roku 1946 měla komunistická armáda na 16 000 partyzánů po celé zemi. Mohla také počítat s podporou komunistických režimů v Jugoslávii a Albánii, kde vzniklo mnoho tréninkových táborů pro členy DSE. Pro porovnání – regulérní řecká armáda disponovala 90 000 muži a výcvikem zprostředkovaným Brity. Spojené království sice nákladnou přípravu řecké armády se začátkem roku 1947 ukončilo, bylo ale okamžitě vystřídáno Američany, kteří opodstatnili svoji podporu královskému vojsku Trumanovou doktrínou o zadržování komunismu.

### Přechod z partyzánského boje na konvenční válku 1947
V roce 1947 začaly boje nabírat na intenzitě a DSE se podařilo ovládnout rozsáhlé oblasti v Epiru, Thesálii, Makedonii a na Peloponésu. Řecká armáda se odhodlala k masivní ofenzívě, na kterou DSE zareagovala stažením ze svých pozic zpátky do hor. Pouze jednotky na Peloponésu utržily těžké ztráty, protože se nemohly stáhnout z poloostrova. V září 1947 se vedení KKE rozhodlo k přejití od partyzánského vedení boje k plnohodnotnému vojenskému konfliktu. Komunisté zformovali tzv. Prozatímní demokratickou vládu s Vafiadisem jako premiérem. Regulérní řecká vláda jako protiopatření oficiálně zakázala komunistickou stranu v Řecku a začala s perzekucí jejich členů a sympatizantů. Významným se stal do té doby neobydlený ostrov Makronisos, kde byli vězni koncentrováni. Nová taktika stála DSE mnoho životů při pokusech o dobytí velkých řeckých měst.

### Eskalace války 1948
Přes velké ztráty (v bitvě u Konitsy ztratila na 1 200 vojáků) dosáhla DSE vrcholu moci na začátku roku 1948. Dokázala se dostat na 20 km od hlavního města Athén a disponovala silou na 20 000 mužů či žen ve zbrani. Mohla se také pochlubit rozsáhlou sítí informátorů a sympatizantů po celém Řecku. Pod kontrolou komunistů bylo kromě hornatého severu na 70% Peloponésu, severozápadní Řecko a velice aktivní skupiny operovaly na ostrovech Lesvos, Limnos, Ikaria, Samos a Krétě. Spojenci v té době začali do Řecka dodávat obrovské množství vojenského materiálu a podporu ve formě vojenských poradců. Řecká armáda tak mohla zorganizovat sérii útoků do severních částí země, díky které připravila komunistům několik výrazných porážek.

### Konec války 1949
V červnu 1948 postihla řecké komunisty katastrofa, která rozhodla o osudu války. Sovětský vůdce Stalin a jugoslávský prezident Tito se nebyli schopni shodnout na podpoře řeckých komunistů. Tito chtěl pokračovat ve válce a podpoře řeckých komunistů, ale Stalin si byl vědom, že Britové společně s Američany nikdy nedovolí vznik komunistického Řecka. Mnoho dalších rozporů, v mnoha ohledech i osobních, mezi oběma vůdci přerostlo až k vystoupení Jugoslávie ze socialistického bloku vedeného SSSR. DSE byla před těžkou volbou. Jugoslávie podporovala KKE již během druhé světové války a byla nejbližším spojencem, na druhé straně vedení KKE bylo zcela oddané SSSR, ve kterém hledalo svůj vzor. Po vnitřních sporech nakonec zvítězila část strany loajální SSSR. V reakci na rozhodnutí řeckých komunistů Tito v červenci 1949 uzavřel jugoslávsko-řeckou hranici a vykázal bojovníky DSE ze země. DSE sice zbylo zázemí v Albánii, ale s jugoslávskou podporou se nedalo srovnávat. Samotná komunistická strana se dostala do krize, ve které se vedení snažilo zlikvidovat skutečné i domnělé Titovy podporovatele. Postupně ztratili komunisté své pozice na jihu země a rozhodující úder byl dokonán ofenzívou vedenou generálem Papagosem v srpnu 1949 v severním Řecku. Zbytek DSE se stáhl do Albánie během září 1949 a beznadějný boj pak ukončilo příměří 16. října 1949.

## Následky války

### Přímé důsledky války
Válka si vyžádala na 158 000 životů a zanechala Řecko z ekonomického hlediska v troskách. Přes milión lidí byl přesídlen a přes 100 000 Řeků zapojených do aktivit DSE bylo nuceno emigrovat do zemí Východního bloku. Veteráni DSE a levicoví aktivisté ztratili ve své domovině občanství a majetek jim byl zkonfiskován. Prvotní kroky uprchlíků vedly do Albánie, odkud se jich skoro polovina přesunula do Jugoslávie. Celkově 40–60 % levicových povstalců se řadilo národnostně mezi slovanské Makedonce, tak se většinou tito uprchlíci usídlili v jugoslávské socialistické Makedonii. Cesta zbytků komunistické armády tvořená většinou etnickými Řeky vedla do SSSR (celkem okolo 12 000 veteránů). Usídlili se převážně v Taškentu a Almaty. Na 12 300 uprchlíků přijalo Polsko a dalších 12 000 Československo. V obou zemích byli uprchlíci umístěni do oblastí po odsunutých Němcích (tj. v Polsku v Dolním Slezsku a v ČSR v bývalých Sudetech). Bulharsko přijalo na 6 000 uprchlíků, ale preferovalo při vybírání slovanské Makedonce. Další komunity uprchlíků vznikly také v Rumunsku, Maďarsku a NDR.

#### Řečtí uprchlíci v ČSR
V letech 1948–1949 se usadilo na území tehdejší Československé republiky více než 12 000 emigrantů. Jednalo se převážně o občany levicového zaměření, ale např. i několik desítek válečných zajatců z řad královské armády. V první vlně v roce 1948 dorazilo přes 3000 dětí, na přelomu let 1948–1949 je následovali dospělí. Po nezbytné aklimatizaci v karanténních táborech (Lešany u Benešova, Mikulov, Svatobořice u Kyjova, Těchonín) následovalo usídlení emigrantů v příhraničních okresech severní Moravy a severozápadních Čech, ale i na Svitavsku. Zpočátku izolovaná skupina se v polovině 50. let adaptovala a postupně se Řekové rozmístili téměř po celé republice. V 70. letech 20. století žilo v celém Československu 15 tisíc Řeků, z toho 900 v Krnově. Část z nich, zejména ti starší, se snažili vrátit po pádu vlády řecké vojenské junty do své vlasti, což se jim dařilo ve větší míře teprve až po roce 1982. Až dosud přetrvává sporná domněnka, že k přijetí tří tisíc dětí v první vlně emigrantů nebyla vláda Československa motivována ryze humanitárními důvody, ale též utilitárním kalkulem. Rodiče bojují se zbraní v ruce lépe, když nejsou svazováni každodenní starostí o své potomky.

### Poválečné události
Řecká společnost zůstala vnitřně rozdělena na několik dalších desetiletí. Polarizace společnosti vedla k vleklé politické nestabilitě země, která nakonec byla ukončena pravicovým převratem v roce 1967. Moci se chopila armáda, která vedla zemi až do roku 1974 (více: Řecká vojenská junta). Po kolapsu junty byla zrušena monarchie, obnovena komunistická strana a v roce 1981 vláda tvořená levicovým uskupením PASOK dovolila válečným veteránům a levicovým uprchlíkům návrat do vlasti. Tento akt velice pomohl s konečným vyrovnáním společnosti s důsledky občanské války. Nakonec v roce 1989 řecká vláda oficiálně označila konflikt jako občanskou válku, ne jako komunistickou vzpouru.

## Seznam zkratek použitých v textu
| Zkratka | Řecky                                    | Česky                                |
| ------- | ---------------------------------------- | ------------------------------------ |
| DSE     | Δημοκρατικός Στρατός Ελλάδας             | Řecká demokratická armáda            |
| EAM     | Εθνικό Απελευθερωτικό Μέτωπο             | Národně osvobozenecká fronta         |
| ELAS    | Ελληνικός Λαϊκός Απελευθερωτικός Στρατός | Řecká lidová osvobozenecká armáda    |
| KKE     | Κομμουνιστικό Κόμμα Ελλάδας              | Komunistická strana Řecka            |
| PASOK   | Πανελλήνιο Σοσιαλιστικό Κίνημα           | Panhelénské socialistické hnutí      |
| PEEA    | Πολιτική Επιτροπή Εθνικής Απελευθέρωσης  | Politický výbor národního osvobození |